# Anolis carlostoddi
Anolis carlostoddi är en ödleart som beskrevs av  Williams PRADERIO och GORZULA 1996. Anolis carlostoddi ingår i släktet anolisar, och familjen Polychrotidae.
Artens utbredningsområde är Venezuela. Inga underarter finns listade i Catalogue of Life.